# Michihisa Date
Michihisa Date (伊達 倫央 Date Michihisa?), född 22 augusti 1966 i Shizuoka prefektur, är en japansk före detta fotbollsspelare.
Date började sin karriär 1989 i Yamaha Motors (Júbilo Iwata). 1995 flyttade han till Kashiwa Reysol. Han avslutade karriären 1997.